# Liste der Kreisstraßen im Landkreis Aurich

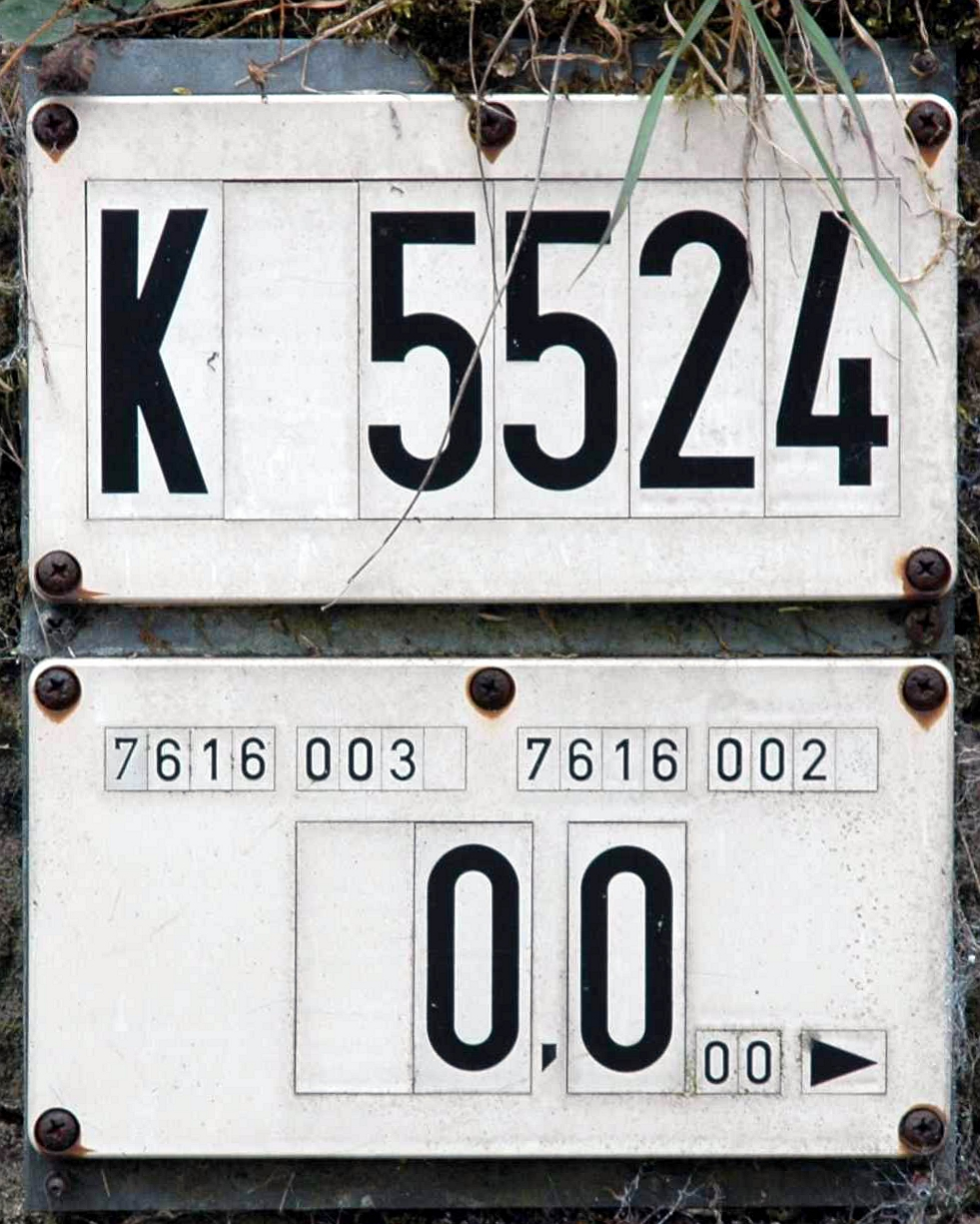
Stationszeichen

Die Liste der Kreisstraßen im Landkreis Aurich führt alle Kreisstraßen im niedersächsischen Landkreis Aurich auf. Auf den ostfriesischen Inseln, die dem Landkreis Aurich angehören, gibt es keine Kreisstraßen.

## Abkürzungen
- K: Kreisstraße
- L: Landesstraße

## Hinweise
Nicht vorhandene bzw. nicht nachgewiesene Kreisstraßen werden in Kursivdruck gekennzeichnet, ebenso Straßen und Straßenabschnitte, die unabhängig vom Grund (Herabstufung zu einer Gemeindestraße oder Höherstufung) keine Kreisstraßen mehr sind. Der Straßenverlauf wird in der Regel von Nord nach Süd und von West nach Ost angegeben.

## Nummernvergabe
Ab der K 101
Mit dreistelligen Kreisstraßennummern ab der K 101 werden die Kreisstraßen im Altkreis Aurich (Ostfriesland) gekennzeichnet. Zu diesem Bereich gehören
- die Stadt Aurich,
- die Stadt Wiesmoor,
- die Gemeinde Großefehn,
- die Gemeinde Ihlow,
- die Gemeinde Südbrookmerland.

Ab der K 201
Mit dreistelligen Kreisstraßennummern ab der K 201 werden die Kreisstraßen im Altkreis Norden gekennzeichnet. Zu diesem Bereich gehören
- die Stadt Norden,
- die Gemeinde Dornum,
- die Gemeinde Großheide,
- die Gemeinde Krummhörn,
- die Samtgemeinde Brookmerland mit Leezdorf, Marienhafe, Osteel, Rechtsupweg, Upgant-Schott und Wirdum,
- die Samtgemeinde Hage mit Berumbur, Hage, Hagermarsch, Halbemond und Lütetsburg.

## Listen

### Teilkreis Aurich (Ostfriesland)
| Nr.   | Verlauf |
| ----- | --- |
| K 101 | L 34 in Sandkrug – Wiesens – Holtrop – K 104 – K 134 – Wrisse – K 102 – Aurich-Oldendorf – K 103 – Ostgroßefehn – K 105 – Spetzerfehn – K 106 – K 107           |
| K 102 | K 134 in Akelsbarg – Wrisse – K 136 – K 101 |
| K 103 | K 101 in Aurich-Oldendorf – K 136 – Tunge |
| K 104 | K 110 – Westersander – K 149 – L 14 – Ostersander – – K 101 in Holtrop                                                                                          |
| K 105 | L 14 in Westgroßefehn – Mittegroßefehn – Ostgroßefehn – K 101 – K 136 – Wiesmoor – K 148 –                                                                      |
| K 106 | L 14 in Timmel – Ulbargen – Spetzerfehn – K 101 – K 136 |
| K 107 | Strackholt, ehemaliger Bahnhof – K 101 – Strackholt – Fiebing – Kreisgrenze – (K 10 im Landkreis Leer)                                                          |
| K 110 | K 111 in Ihlowerfehn – K 104 – Lübbertsfehn – L 14 |
| K 111 | L 1 – Kreisgrenze – (K 6 im Landkreis Leer) – Kreisgrenze – Simonswolde – Ihlowerfehn – K 110 – Ludwigsdorf – K 140 – K 144 – K 149 – Kirchdorf – L 1 in Aurich |
| K 112 | Barstede – L 1 |
| K 113 | / in Uthwerdum – Theene – Wiegboldsbur – K 127 – Forlitz-Blaukirchen                                                                                            |
| K 115 | Ost-Victorbur – K 118 – Victorbur – Uthwerdum – / |
| K 116 | – Engerhafe – Oldeborg – K 117 – Upende – K 118 – Münkeboe |
| K 117 | – K 116 in Oldeborg |
| K 118 | /L 26 in Upgant-Schott – K 202 – Rechtsupweg – K 240 – Moorhusen – K 204 – K 116 – K 115 – Victorbur – / in Moordorf                                            |
| K 121 | L 7 – Dietrichsfeld – K 123 – in Plaggenburg |
| K 122 | (K 6 im Landkreis Wittmund) – Kreisgrenze – Langefeld – K 123 – Middels – Westerloog – – K 130 in Spekendorf                                                    |
| K 123 | K 121 in Dietrichsfeld – K 122 in Langefeld |
| K 124 | (K 28 im Landkreis Wittmund) – Kreisgrenze – L 34 – HADR Brockzetel – Brockzetel, Kieskuhle                                                                     |
| K 125 | K 127 – K 143 – L 1 |
| K 126 | Engerhafer Loog – |
| K 127 | K 113 in Wiegboldsbur – K 125 – / in Moordorf |
| K 129 | in Plaggenburg – K 130 in Pfalzdorf |
| K 130 | L 34 in Aurich – Wallinghausen – K 147 – Pfalzdorf – K 129 – Spekendorf – K 122 – Kreisgrenze – (K 42 im Landkreis Wittmund)                                    |
| K 133 | in Bagband – Kreisgrenze – (K 72 im Landkreis Leer) |
| K 134 | L 14 – Holtrop – K 101 – Akelsbarg – K 102 – L 12 in Marcardsmoor                                                                                               |
| K 135 | in Voßbarg – Voßbarg, Ginsterstraße, Abzweig Azaleenstraße |
| K 136 | K 102 in Wrisse – Ostgroßefehn – K 103 – K 106 – Auricher Wiesmoor II – in Voßbarg                                                                              |
| K 137 | (K 39 in Emden) – Kreisgrenze – L 1 in Riepe |
| K 138 | K 141 in Georgsfeld – / in Aurich |
| K 139 | L 1 in Ochtelbur – K 140 – L 1 in Westerende-Kirchloog |
| K 140 | K 139 – Fahne – K 111 in Ludwigsdorf |
| K 141 | / in Moordorf – Georgsfeld – K 138 – L 7 in Tannenhausen |
| K 143 | / in Aurich – K 125 |
| K 144 | K 111 in Ludwigsdorf – K 149 – L 14 in Schirum |
| K 147 | K 130 in Wallinghausen – L 34 in Wallinghausen |
| K 148 | K 105 in Wiesmoor – L 12 in Wiesmoor |
| K 149 | K 144 in Kirchdorf – K 144 – K 104 in Westersander |
| K 150 | L 12 – Kreisgrenze – (K 38 im Landkreis Wittmund) |

### Teilkreis Norden
| Nr.   | Verlauf |
| ----- | --- |
| K 201 | K 202 in Leezdorf – K 240 |
| K 202 | in Osteel – K 201 – Leezdorf – K 118 |
| K 203 | – K 205 – Halbemond – K 240 – Westermoordorf – K 206 – Berumerfehn – K 204 – Ostermoordorf – K 208 – Kreisgrenze – (K 40 im Landkreis Wittmund) |
| K 204 | L 6 in Hage – Berumbur – Großheide – K 207 – K 203 – Berumerfehn – K 118 in Moorhusen                                                           |
| K 205 | Hage – Hagerwilde – K 203 in Halbemond |
| K 206 | K 204 in Berumbur – K 203 in Westermoordorf |
| K 207 | K 204 in Großheide – Coldinne – K 208 in Südarle                                                                                                |
| K 208 | L 6 – Südarle – K 207 – K 203 |
| K 210 | L 6 in Hage – K 213 – Westdorf – Ostdorf – Nesse – Dornum – L 7 – Westeraccum – K 243 – K 244 – Kreisgrenze – (K 1 im Landkreis Wittmund)       |
| K 212 | Neßmersiel, Fähre nach Baltrum – L 5 |
| K 213 | Hilgenriedersiel – L 5 – Hagermarsch – K 210 |
| K 214 | L 5 – Norddeich – L 27 |
| K 215 | Uplandshörn – L 27 |
| K 221 | L 27 – Neuwesteel – L 4 – in Osteel |
| K 222 | Schoonorth – L 4 in Schoonorth |
| K 223 | L 27 – Leybuchtpolder – Friedrichshof – L 4 – L 26 in Upgant-Schott                                                                             |
| K 225 | L 26 in Wirdum – K 226 – K 228 – in Loppersum                                                                                                   |
| K 226 | Canhusen – K 225 |
| K 228 | K 229 in Hinte – Osterhusen – K 225 in Loppersum                                                                                                |
| K 229 | L 4 in Jennelt – Uttum – Cirkwehrum – Kringwehrum – K 228 – L 3 in Hinte                                                                        |
| K 230 | Kloster Sielmönken – L 3 in Freepsum |
| K 231 | Visquard – Dykhusen – L 4 |
| K 233 | L 25/L 27 in Greetsiel – Pilsum – Neu Etum – Manslagt – Groothuser Mühle – L 2 in Groothusen                                                    |
| K 234 | L 2 in Woquard – Woquard, Zentrum |
| K 235 | L 3 in Pewsum – Woltzeten |
| K 236 | Heiselhusen – L 2 in Kampen |
| K 240 | K 203 – K 201 – K 118 in Rechtsupweg |
| K 241 | L 3 – |
| K 242 | Norden – |
| K 243 | L 5 in Westeraccumersiel – K 210 in Westeraccum                                                                                                 |
| K 244 | L 5 – Westerbur – K 210 – Roggenstede – Kreisgrenze – (K 4 im Landkreis Wittmund)                                                               |